# Maritiem verkenningsvliegtuig

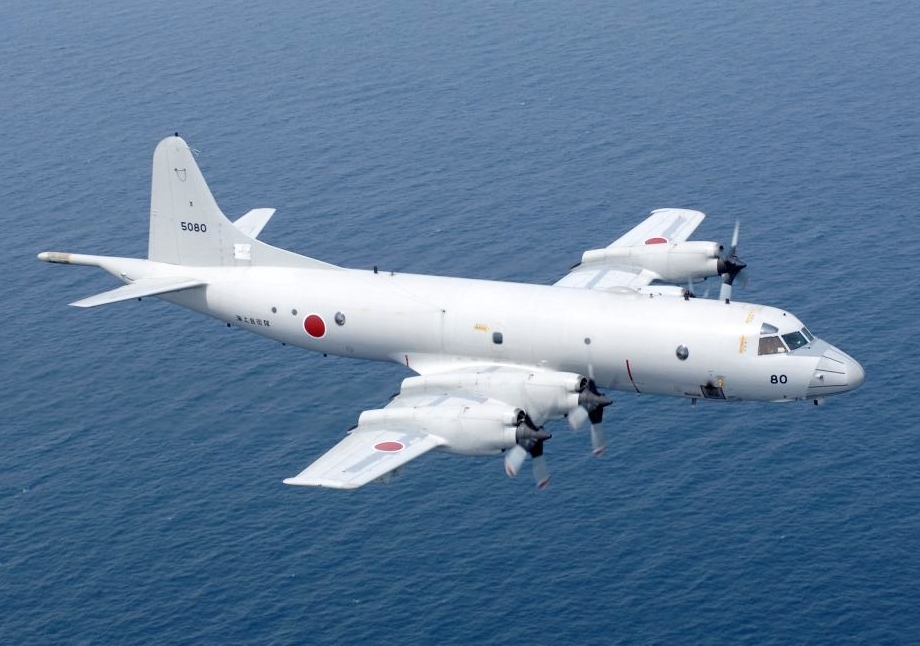
Een P-3C van de Japanse Maritieme Zelfverdedigingstroepen

Een maritiem verkenningsvliegtuig, ook bekend als een patrouillevliegtuig of maritiem patrouillevliegtuig is een vliegtuig dat ontworpen is om lange operaties boven water uit te voeren, waaronder onderzeebootbestrijding, anti-scheepsaanvallen en opsporings- en reddingsoperaties.
Hoewel andere middelen voor maritieme patrouille zoals satellieten, schepen, onbemande luchtvaartuigen en helikopters steeds populairder worden, speelt het maritieme verkenningsvliegtuig nog steeds een grote rol. Om operaties tegen onderzeeërs uit te voeren, worden maritieme verkenningsvliegtuigen vaak uitgerust met sonarboeien en torpedo's. Ook zijn de vliegtuigen in staat om erg lang op lage hoogtes te vliegen.

## Geschiedenis

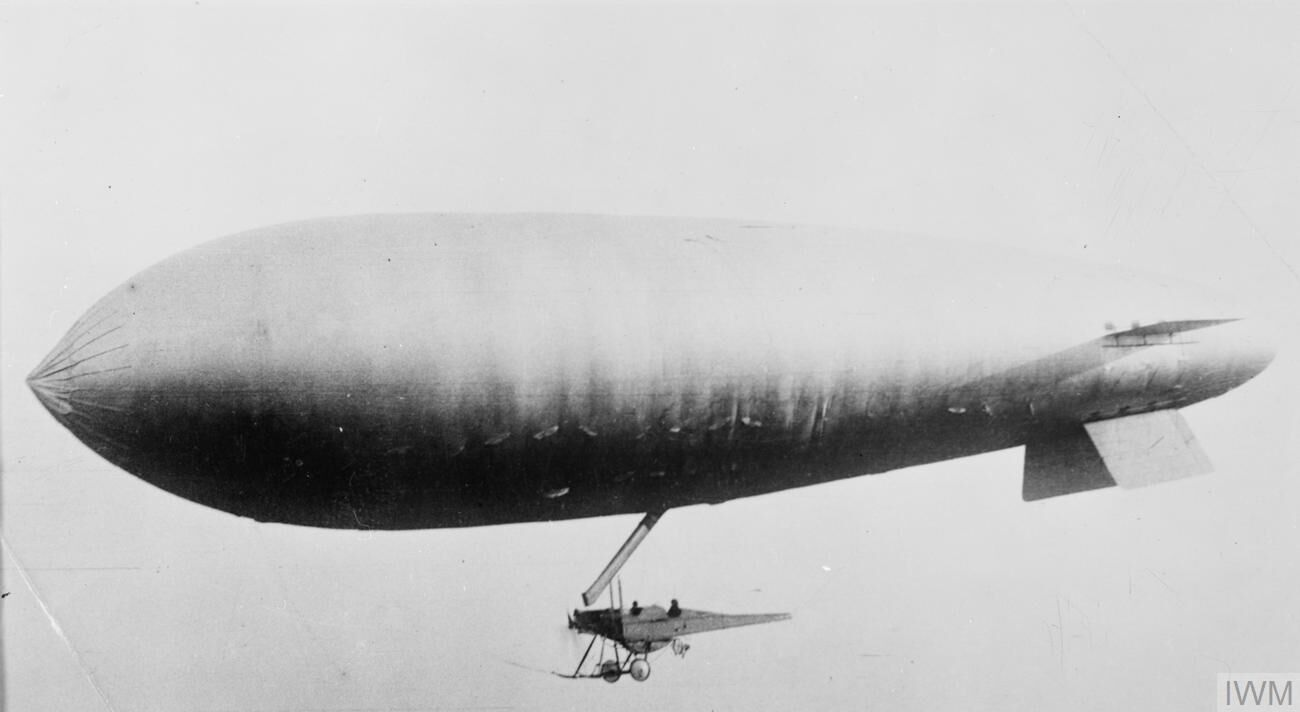
SS klasse luchtschip

### Eerste Wereldoorlog
De eerste vliegtuigen die nu maritieme verkenningsvliegtuigen genoemd zouden worden, waren tijdens de Eerste Wereldoorlog in dienst bij de Royal Naval Air Service en de Franse Aéronautique Maritime. De voornaamste rol van deze vliegtuigen was het bestrijden van onderzeeboten. Frankrijk, Italië en Oostenrijk-Hongarije gebruikten grote aantallen kleinere verkenningsvliegtuigen boven de Middellandse Zee, de Adriatische Zee en andere kustgebieden terwijl de Duitsers en Britten hun toestellen boven de Noordzee gebruikten. Aanvankelijk waren zeppelins de enige die in staat waren om bewapende missies van minstens tien uur uit te voeren, terwijl kortere missies met kleinere toestellen, zoals de Sopwith 1½ Strutter werden uitgevoerd. Er werden ook een aantal gespecialiseerde patrouilleballonnen gebouwd, met name door de Britten, waaronder het luchtschip van de SS-klasse, waarvan er 158 werden gebouwd, inclusief verschillende versies.
Naarmate de oorlog verder ging, werden er talrijke vliegtuigen speciaal voor deze rol ontwikkeld, waaronder kleine vliegboten zoals de FBA Type C en grote watervliegtuigen zoals de Short 184, of vliegboten zoals de Felixstowe F-3. Doorontwikkelde versies van de Felixstowe dienden tot het midden van de jaren '20 bij de Royal Air Force en tot 1938 bij de Amerikaanse marine als de Curtiss F5L en Naval Aircraft Factory PN. Tijdens de oorlog deed Dornier veel pionierswerk in alle aluminium vliegtuigconstructies terwijl hij voor Luftschiffbau Zeppelin werkte en vier grote verkennings-vliegboten bouwde, waaronder de laatste, de Zeppelin-Lindau Rs.IV, Deze ontwikkeling zorgde ervoor dat vliegtuigen niet langer met houten rompen, maar met aluminium rompen gebouwd zouden worden, zoals op de Short Singapore. Het succes van langeafstands-verkenningsvliegtuigen leidde tot de ontwikkeling van jagers die speciaal waren ontworpen om ze te onderscheppen, zoals de Hansa-Brandenburg W.29.

### Tweede Wereldoorlog

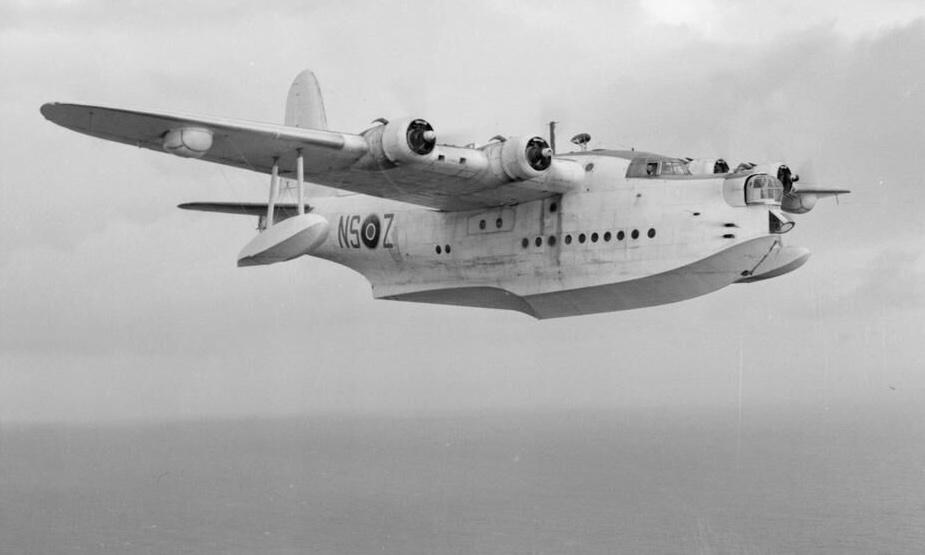
Britse Short Sunderland maritieme verkenningsvliegboot

Veel van de verkenningsvliegtuigen uit de Tweede Wereldoorlog waren omgebouwde bommenwerpers of lijnvliegtuigen, zoals de Lockheed Hudson die begon als de Lockheed Model 14 Super Electra, en oudere tweedekkers zoals de Supermarine Stranraer, die net voor het uitbreken van de oorlog werd vervangen door eendekkers. Vooral de Britten gebruikten verouderde bommenwerpers, naast de speciaal gebouwde verkenningsvliegtuigen, zoals de Vickers Wellington en Armstrong-Whitworth Whitley. De VS gebruikte de Douglas B-18 Bolo totdat die vervangen werd door betere vliegtuigen. Zeppelins werden veel gebruikt door de Amerikaanse marine, vooral in de warmere en rustigere breedtegraden van de Caribische Zee, de Bahama's, Bermuda, de Golf van Mexico, Puerto Rico, Trinidad en later de Azoren.
Een aantal speciale vliegtuigen werden ook gebruikt tijdens de oorlog, waaronder de in de Verenigde Staten gebouwde tweemotorige Consolidated PBY Catalina's, en de grote, viermotorige Britse Short Sunderland's van de geallieerden. In de Pacific werd de Catalina geleidelijk vervangen door de Martin PBM Mariner's met een groter bereik. De Asmogendheden gebruikten de Japanse langeafstands-vliegboten Kawanishi H6K en Kawanishi H8K en de Duitse Blohm & Voss BV 138 driemotorige vliegboot, evenals het omgebouwde Focke - Wulf Fw 200 Condor landvliegtuig.
Om de Mid-Atlantische kloof, of "Black Gap", te dichten, een ruimte waarin onderzeeërs van de Asmogendheden konden jagen op geallieerde schepen die buiten het bereik van de verkenningsvliegtuigen voeren, werd de Amerikaanse Consolidated B-24 Liberator- bommenwerper geïntroduceerd, die voor zijn tijd een zeer groot bereik had. De B-24 werd ook gebruikt als basis voor de PB4Y-2 Privateer, een speciaal verkenningsvliegtuig dat in grote aantallen in dienst werd gesteld door de Amerikaanse marine en in de Pacific opereerden.
Tijdens de oorlog waren er verschillende ontwikkelingen op het gebied van radars, die het vermogen van vliegtuigen om onderzeeërs te vinden en te vernietigen, vooral 's nachts en bij slecht weer, verbeterden. Een andere vooruitgang was dat vliegtuigen gecamoufleerd werden, wat leidde tot de toepassing van witte verfschema's in de Atlantische Oceaan om de waarschuwing voor opgedoken U-boten te verminderen, terwijl vliegtuigen van de Amerikaanse marine overgingen naar een geheel donkerblauw vanwege de toenemende dreiging van Japanse troepen 's nachts. 

### De Koude Oorlog
In de decennia na de Tweede Wereldoorlog werden de verkenningsmissies gedeeltelijk overgenomen door vliegtuigen die waren afgeleid van civiele vliegtuigen. Deze hadden een beter bereik en betere prestaties dan de meeste bommenwerpers. De nieuwe, met straalmotoren uitgeruste, bommenwerpers uit de jaren '50 waren niet in staat om lange missies boven water uit te voeren en om erg laag boven een bepaald gebied te vliegen. 
De belangrijkste bedreiging voor de maritieme suprematie van de NAVO in de jaren zestig, zeventig en tachtig waren onderzeeërs van de Sovjet-marine en landen uit het Warschaupact. Deze moesten bestreden door de NAVO-vloten, de NAVO-verkenningsvliegtuigen en door de geavanceerde onderwaterluistersystemen. Deze beschermen de zogenaamde "GIUK Gap" van de Noord-Atlantische Oceaan die zich uitstrekt van Groenland tot IJsland, tot de Faeröer, tot Schotland in het Verenigd Koninkrijk. In deze gebieden zijn ook luchtbases voor NAVO-patrouillevliegtuigen gevestigd: de Amerikaanse marine en Canadese vliegtuigen in Groenland, IJsland en Newfoundland; Britse vliegtuigen gevestigd in Schotland en Noord-Ierland; en Noorse, Nederlandse en Duitse vliegtuigen in hun thuisland.

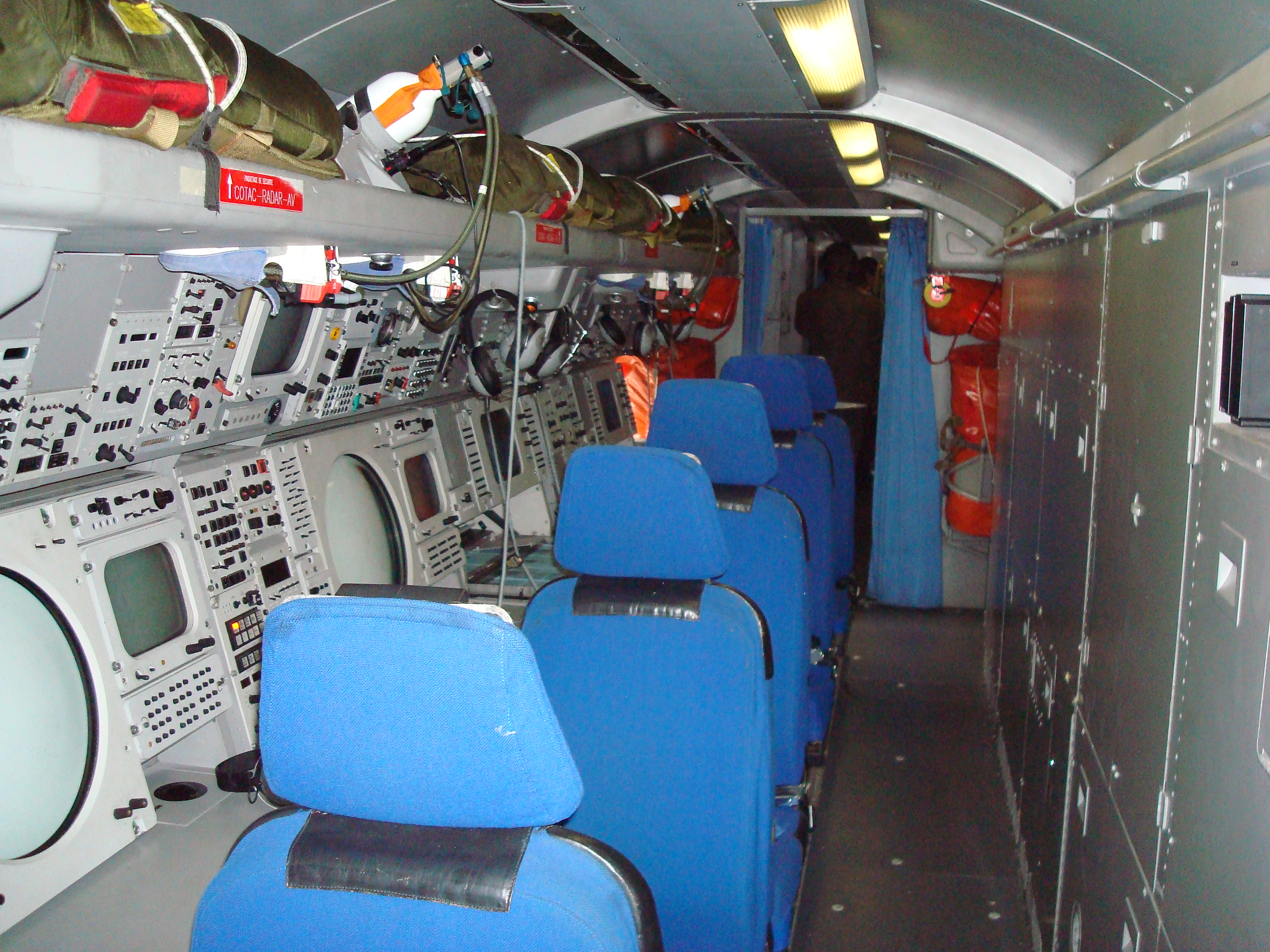
Interieur van een Franse Breguet Atlantic

Eind jaren '40 introduceerde de RAF de Avro Shackleton, een speciale versie van de Avro Lancaster-bommenwerper, die diende als maritiem verkenningsvliegtuig. Een verbeterd model van de Shackleton, de MR 3, werd geïntroduceerd, met verschillende structurele verbeteringen, samen met gerichte torpedo's en Mk 101 Lulu nucleaire dieptebommen. Eind jaren '60 werd de Hawker Siddeley Nimrod, een militaire versie van de De Havilland Comet, in gebruik genomen door de Britse Marine als maritiem verkenningsvliegtuig. Gedurende de jaren '00 werd er een verbeterd model, de BAE Systems Nimrod MRA4, ontwikkeld. Uiteindelijk is dit model geannuleerd en zijn de Nimrod's door Boeing P-8 Poseidon's vervangen.
De Amerikaanse marine vloog met verschillende verkenningsvliegtuigen, waaronder de vanaf land opererende Lockheed P2V Neptune (P2V) en de Grumman S-2 Tracker, die vanaf vliegdekschepen opereerde. In de jaren zeventig werd de P2V volledig vervangen door de Lockheed P-3 Orion, die tot in het begin van de eenentwintigste eeuw in dienst bleef.
De P-3 Orion, aangedreven door vier turbopropmotoren, is afgeleid van het Lockheed Electra, een verkeersvliegtuig uit de jaren '50. Naast hun onderzeebootbestrijdingstaken en reddingsmissies zijn de meeste P-3C's in staat om Harpoon- en Maverickraketten te gebruiken tegen oppervlakteschepen. Amerikaanse P-3's waren voorheen bewapend met de Lulu nucleaire dieptebommen voor onderzeebootbestrijding, maar die zijn uiteindelijk allemaal uit gefaseerd en gesloopt. De P-3 gebruikt door de luchtmacht en marine van de Verenigde Staten, Japan, Canada, Australië, Brazilië, Duitsland, Nederland, Nieuw-Zeeland, Noorwegen, Spanje en Taiwan. De Canadese versie heet de CP-140 Aurora.
In de jaren zestig werd de Breguet 1150 Atlantic ontwikkeld door een door Frankrijk geleid multinationaal consortium, Société d'Étude et de Construction de Breguet Atlantic (SECBAT), als reactie op de NAVO die een Request for Proposals (RFP) uitzond voor een nieuw maritiem verkenningsvliegtuig. Tot de exploitanten van dit type behoren de Franse marine, de Duitse marine, de Italiaanse luchtmacht, de Pakistaanse marine en de Nederlandse Marine. 
In de jaren tachtig werd een nieuwe versie, de Atlantic Nouvelle Génération of Atlantique 2 in productie genomen, met vernieuwd, elektronisch apparatuur, waaronder een nieuwe radar, een sonarprocessor, toekomstgerichte infraroodcameratoren en de mogelijkheid om de Exocet antischeepsraketten te dragen. In 2005 had de Franse fabrikant Dassault Aviation besloten de marketinginspanningen voor de Atlantic te beëindigen en in plaats daarvan een patrouillevariant van de Dassault Falcon 900 zakenjet te promoten.
Japan heeft tijdens de Koude Oorlog meerdere speciaal ontworpen verkenningsvliegtuigen geproduceerd. De Shin Meiwa PS-1 vliegboot is ontworpen om te voldoen aan een Japanse eis om als onderzeebootbestrijdingsvliegtuig te dienen. Een gemoderniseerde afgeleide van de PS-1, de ShinMaywa US-2, werd in het begin van de eenentwintigste eeuw geïntroduceerd als opvolger van de PS-1. De op het land gebaseerde Kawasaki P-1 werd in de jaren '10 geïntroduceerd door de Japanse Maritieme Zelfverdedigingstroepen (JMSDF) ter vervanging van de verouderende P-3C Orion.
Zowel de Royal Australian Air Force als de Royal Australian Navy gebruikte vroege naoorlogse verkenningsvliegtuigen zoals een aangepaste versie van de Avro Lincoln. Het type werd echter al snel vervangen door nieuwe vliegtuigen, zoals de P2V en later de P-3C, die later het enige toestel was die in staat was om anti onderzeeër aanvallen uit te voeren.
De Sovjet-Unie ontwikkelde de Ilyushin Il-38 en gebruikte hiervoor een verkeersvliegtuig als basis. Evenzo heeft de Royal Canadian Air Force de Canadair CP-107 Argus afgeleid van een Brits vliegtuig, de Bristol Britannia. De Argus werd uiteindelijk opgevolgd door de CP-140 Aurora, afgeleid van de Lockheed Electra.
Sinds het einde van de Koude Oorlog is de dreiging van een grootschalige onderzeeëraanvallen tot nul gereduceerd. Veel luchtmachten en marines op de wereld hebben hun maritieme verkenningsvliegtuigen (deels) buiten dienst gesteld. 
De maritieme verkenningsvliegtuigen worden sindsdien gebruikt voor reddingsmissies, patrouilles tegen piraterij en smokkelaars, en toezicht op zeegebruikers die zich aan de exclusieve economische zones en de zeewetten moeten houden.

## Bewapening

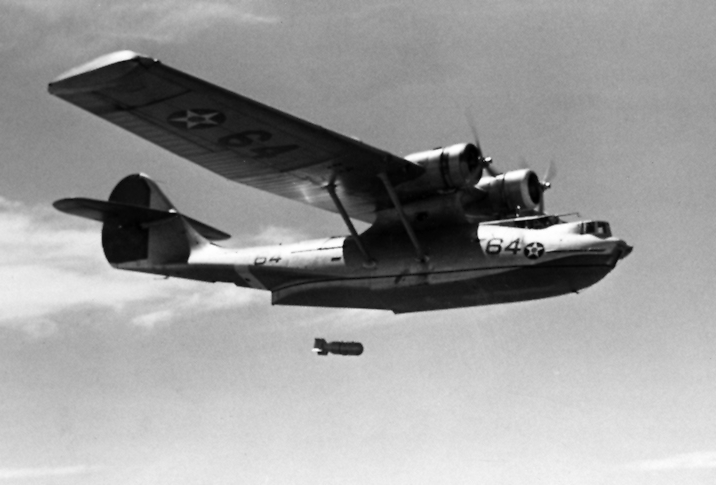
Een Consolidated PBY Catalina laat een dieptebom vallen

De eerste vliegtuigen waren bewapend met bommen en mitrailleurs. Tussen de twee wereldoorlogen door experimenteerden de Britten met het uitrusten van hun verkenningsvliegtuigen met een COW 37 mm mitrailleur. Tijdens de Tweede Wereldoorlog werden er voor het eerst dieptebommen gebruikt. Deze bommen konden worden ingesteld om op specifieke diepten te ontploffen. Verkenningsvliegtuigen hadden ook boordwapens die nodig waren voor zelfbescherming bij missies zoals verkenningen uitvoeren boven vijandelijk gebied. Dit deden de geallieerden in de Golf van Biskaje om U-boten die vanaf daar opereerden te onderscheppen.
Als gevolg van de succesvolle geallieerde aanvallen tegen U-boten, introduceerden de Duitsers hun Type VII U-boot (dit waren onderzeeërs uitgerust met luchtafweergeschut) om U-boten uit de basis te escorteren. Door onderzeeërs uit te rusten met radars en een snuiver waren ze moeilijker te vinden.
Om de koopvaardijschepen tegen Duitse verkenningsvliegtuigen te beschermen, introduceerde de Royal Navy het CAM-schip. Dit was een koopvaardijschip uitgerust met een enkele gevechtsvliegtuig dat eenmaal kon worden gelanceerd om de vijandelijke vliegtuigen aan te vallen. Later kwamen er kleine ondersteuningsschepen beschikbaar om de koopvaardijschepen te beschermen voor aanvallen van U-boten en medio 1943 kwamen verscheidene luchtbases op de Azoren beschikbaar.

## Sensoren

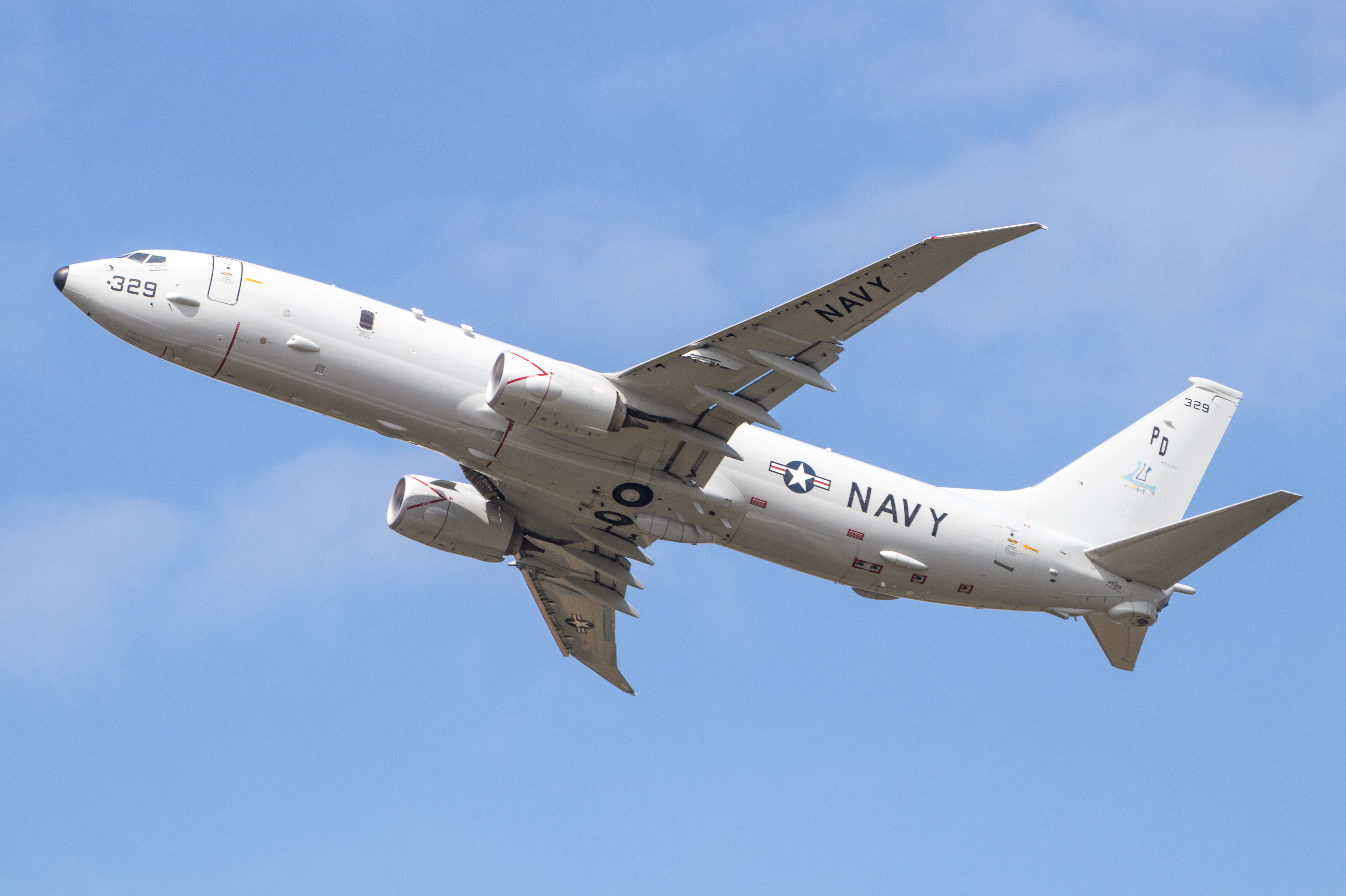
Het nieuwste maritiem verkenningsvliegtuig is de P-8 Poseidon.

Maritieme patrouillevliegtuigen zijn uitgerust met een breed scala aan sensoren en radars:
Dit bevat onder andere:
- Een radar om bewegingen van oppervlakteschepen te detecteren. Een radar kan ook een onderzeeër of een periscoop detecteren.
- Een magnetische anomaliedetector (MAD) om het ijzer in de romp van een onderzeeër te detecteren. De MAD-sensor is meestal gemonteerd op een verlenging van de staart of wordt achter het vliegtuig aan een kabel getrokken om interferentie van het metaal in de rest van het vliegtuig te minimaliseren;
- Een sonobuoy: een onafhankelijke sonarzender/ontvanger die in het water wordt gedropt om vervolgens informatie door te sturen naar het vliegtuig.
- ELINT-sensoren om communicatie en radars te beveiligen;
- Infraroodcamera's (ook wel FLIR genoemd voor forward looking infrared ) voor het detecteren van uitlaatgassen en andere warmtebronnen en zijn nuttig om toezicht te houden op scheepsbewegingen en visserijactiviteiten.
- Visuele inspectie met behulp van de ogen van de vliegtuigbemanning, in sommige gevallen geholpen door zoeklichten of flares .

Een modern militair maritiem patrouillevliegtuig heeft doorgaans een tiental bemanningsleden aan boord, inclusief reserve bemanningsleden, om de apparatuur gedurende 12 uur of meer per keer effectief te bedienen.